# 85-мм дивізійна гармата Д-44
85-мм дивізійна гармата Д-44 (рос. 85-мм дивизионная пушка Д-44) — радянська дивізійна польова артилерійська гармата калібру 85 мм, яка використовувалася в останніх епізодах Другої світової війни.
Розроблена на заміну 76-мм дивізійної гармати зразка 1942 року (ЗІС-3). Розробкою займалося конструкторське бюро заводу № 9 («Уралмаш») під керівництвом головного конструктора Федіра Петрова, у другій половині 1944 року після низки доопрацювань пройшла державні випробування.
Була прийнята на озброєння у 1946 році. Із 1946 до 1954 року на Заводі № 9 («Уралмаш») було виготовлено 10 918 гармат.

## Опис
Проєктування гармати Д-44 почалося в 1943 році в конструкторське бюро заводу № 9 «Уралмаш», а виробництво почалося в 1944 році. Код ГРАУ — 52-П-367. СД-44 була варіантом Д-44 1950-х років з допоміжною силовою установкою та ящиком для боєприпасів на 10 патронів, яких було виготовлено 697 одинць для повітряно-десантних військ починаючи з 1954 року. Д-44Н була варіантом Д-44 1960-х років з інфрачервоним освітлювальним приладом для нічного бою. Китай отримав Д-44 під час Корейської війни та на початку 1960-х років почав виробництво копій під назвою Тип 56. На початку 1980-х польська армія оснастила деякі зі своїх гармат Д-44 електричними підсистемами та позначила їх як Д-44М та Д-44МН.
За основу стволу був взятий ствол від танка Т-34-85 і був здатний випускати 20-25 осколково-фугасних, бронебійних і кумулятивних снарядів на хвилину. Підкаліберні високошвидкісні бронебійно-трасуючі снаряди БР-365П здатні пробивати 100 мм броні на відстані 1000 метрів під кутом дев'яносто градусів, а снаряд БР-367П пробиває 180 мм броні за таких же умов. Післявоєнний осколково-фугасний снаряд О-365К важив 9,5 кг і мав 741 грам тротилу в якості вибухової речовини, тоді як бронебійний снаряд БК-2М зі стабілізованим кілем може пробивати 300 мм броні. Бронебійний снаряд для китайського Типу 56 має максимальну дальність 970 метрів і пробиває 100 мм броні під кутом 65 градусів.
Гармата оснащена шинами ГАЗ-АА, буксирується 2,5-т вантажівкою або тягачем Я-12 із середньою швидкістю 20–25 км/год по дорогах з покриттям і 11 км/год по відкритій місцевості з максимальним швидкістю буксирування по асфальтовому покриттю близько 55 км/год. Допоміжна рушійна установка СД-44 — М-72 потужністю 14 к.с. здатна рухати гармату на швидкості до 25 км/год.
На гарматі використовується приціл ОП-2-7 з 5,5-кратним збільшенням для денного бою. Приціл забезпечує прицілювання на відстані 1500 метрів.
| Характеристики Д-44 і аналогічної зброї                                                           |                                     |                          |
| Explosive projectiles and range                                                                   |                                     |                          |
| Зброя                                                                                             | Вага снаряда (вибухова частина), кг | Максимальна дальність, м |
| 85-мм Д-44 (стрільба О-365К)                                                                      | 9,5 (0,74)                          | 15 650                   |
| 25 Pounder Mk II (стрільба HE Mk. I D)                                                            | 11,33 (0,82)                        | 12 253                   |
| 88-мм FlaK 18 (стрільба SprGr L4.5)                                                               | 9,4 (0,87)                          | 14 815                   |
| 90-мм M3 (стрільба M71)                                                                           | 10,64 (0,93)                        | 17 337                   |
| Дані взяті з Janes (1982), The American Arsenal, German Artillery of World War Two та tarrif.net. |                                     |                          |

## Виробництво
Д-44 випускалася з 1945 по 1953 рік. Протягом 1948—1950 років випускалося понад дві тисячі Д-44 на рік. Гармата Д-44 послужила основою для створення 85-мм протитанкової гармати Д-48, а також реактивна система залпового вогню РПУ-14 використовує лафет від Д-44.

## Оператори

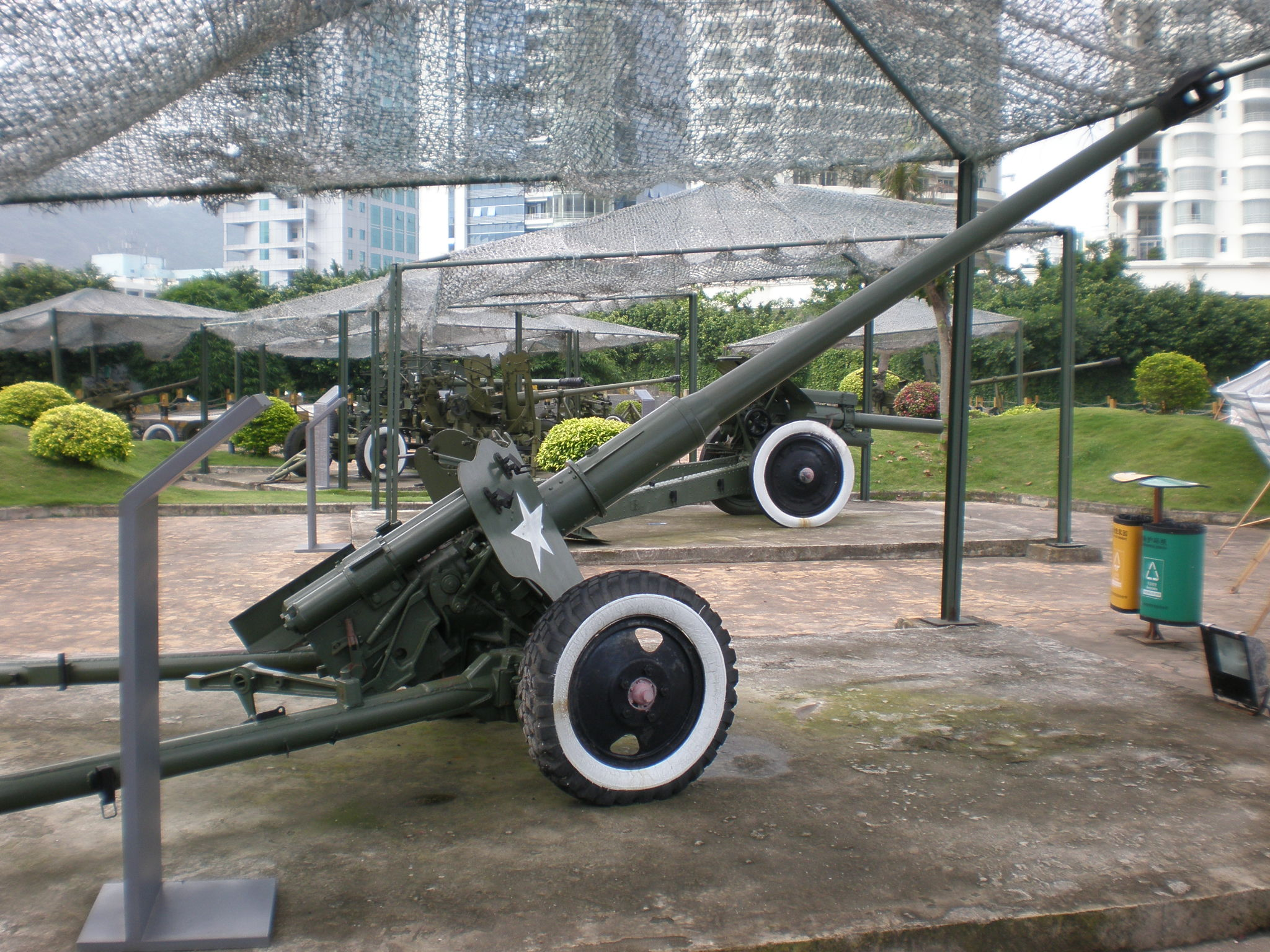
Тип 56, варіант гармати Д-44

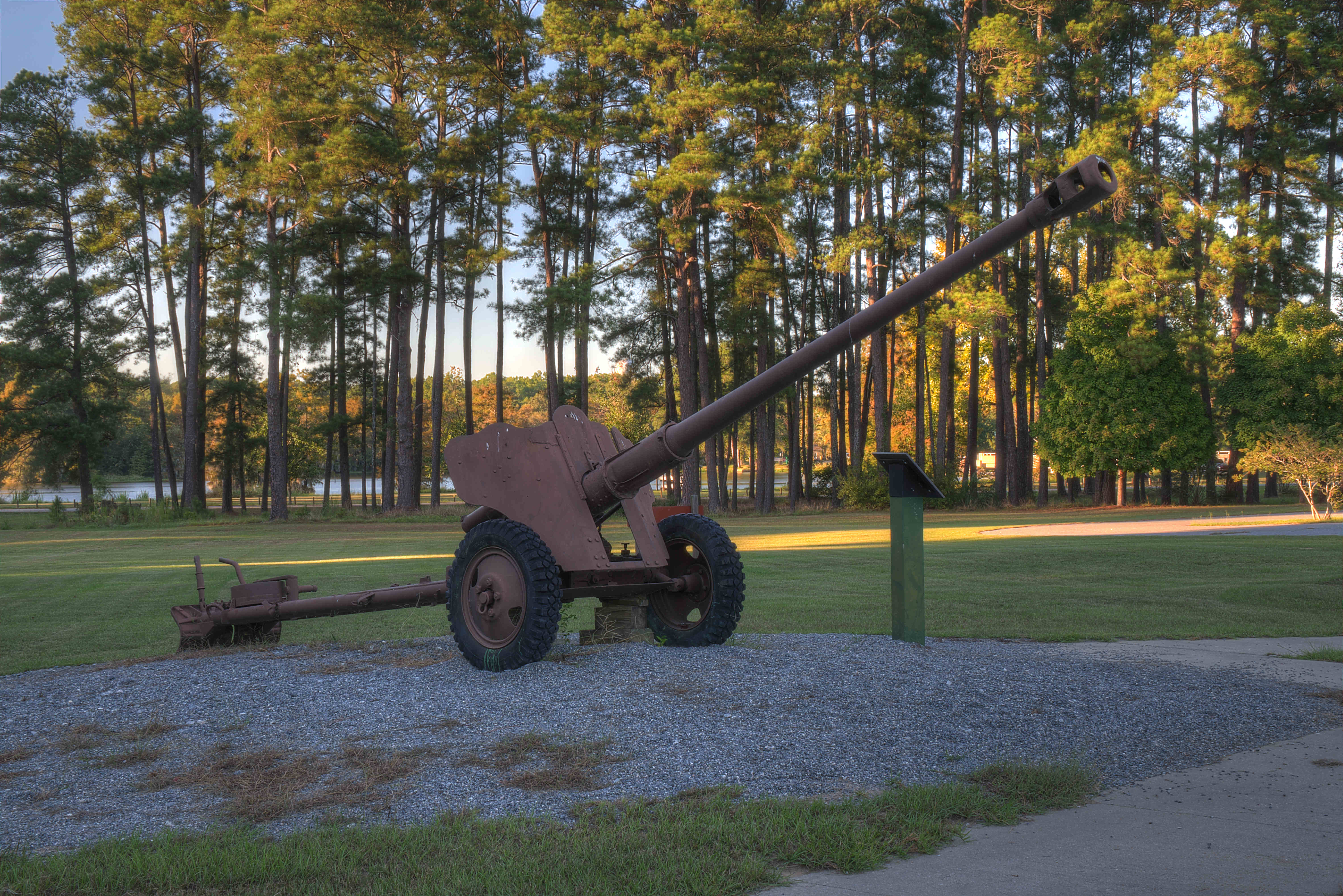
Д-44 на виставці в

До 1950-х років Д-44 було експортовано для використання країнами Варшавського договору, і гармата залишалася на озброєнні Національної народної армії Східної Німеччини до падіння Східної Німеччини. Окрім Пакистану та Східної Німеччини, іншими користувачами включає Албанія, Алжир, Вірменія, Азербайджан, Болгарія, Камбоджа, Китай (Тип 56), Куба, Єгипет, Грузія, Гвінея, Гвінея-Бісау, Угорщина, Іран, Ірак, Північна Корея, Лаос, Малі, Марокко, Мозамбік, Польща, Румунія, Сомалі, Шрі-Ланка, Судан, Сирія, В'єтнам і Замбія.

### Поточні користувачі
- Алжир — 80 на озброєнні.[16]
- Вірменія — 35 на озброєнні.[16]
- Азербайджан — 100 на озброєнні.[16]
- Болгарія — 150 на зберіганні.[16]
- Куба — Невідома кількість на озброєнні.[16]
- ДР Конго — 10 Тип 56 на озброєнні.[16]
- Еритрея — Невідома кількість на озброєнні.[16]
  - Сили оборони Тиграю[en][17]
- Ефіопія — Невідома кількість Тип 56 на озброєнні.[16]
- Грузія — Невідома кількість на озброєнні.[16]
- Гвінея — 6 на озброєнні.[16]
- Гвінея-Бісау — 8 на озброєнні.[16]
- Монголія — Невідома кількість Д-44 та Д-48 на озброєнні.[16]
- Мозамбік — 12 Тип 56 на озброєнні.[16]
- Пакистан — 200 на озброєнні.[16]
- Судан — Невідома кількість на озброєнні.[16]
- Танзанія — 75 Тип 56 на озброєнні.[16]
- ПМР
- Україна — Невідома кількість на озброєнні.[2][16]
- В'єтнам — Невідома кількість на озброєнні.[1]
- Ємен[18]

### Колишні користувачі
- Албанія
- КНР
- НДР
- Ірак
- Іран
- ІДІЛ — 1 захоплена у Сирії.[19]
- Малі
- Північний В'єтнам — Використовувався під час війни у В'єтнамі.
- Польська Народна Республіка — Використовувалися Польською народною армією під час Другої світової війни та після війни.[20]
- Румунія[21]
- Шрі-Ланка — Зняті з озброєння та замінені 122-мм польовими гарматами Тип 60[en].[22]
- Сомалі — Статус невідомий.
- СРСР

## Бойове застосування
Сили оборони України використовують Д-44 під час російського вторгнення в 2022. Також було помічено польські боєприпаси для цих гармат.